# Деммин (район)
Деммин (нем. Demmin) — бывший район в Германии, составе в земли Мекленбург-Передняя Померания. Центр района — город Деммин. Занимал площадь 1921 км². Население — 86 079 чел. Плотность населения — 45 человек/км².
Упразднён в 2011 году в пользу двух новообразованных районов: Мекленбургское Поозёрье (в его состав переданы города Даргун и Деммин и управления Деммин-Ланд, Мальхин-ам-Куммеровер-Зее, Штафенхаген, Трептовер-Толлензевинкель) и Передняя Померания-Грайфсвальд (в его состав переданы управления Ярмен-Тутов и Пенеталь/Лойц).
Официальный код района — 13 0 52.
Район подразделялся на 70 общин.

## Города и общины
1. Даргун (5 075)
2. Деммин (10 523)

Управления
Управление Деммин-Ланд
1. Бегеров (639)
2. Боррентин (1 038)
3. Хоэнболлентин (136)
4. Хоэнмокер (611)
5. Кенцлин (251)
6. Клетцин (873)
7. Линденберг (277)
8. Мезигер (310)
9. Носсендорф (868)
10. Заров (881)
11. Шёнфельд (446)
12. Зиденбрюнцов (630)
13. Зоммерсдорф (267)
14. Утцедель (567)
15. Ферхен (421)
16. Варренцин (422)

Управление Ярмен-Тутов
1. Альт-Теллин (493)
2. Бенцин (958)
3. Даберков (412)
4. Ярмен (3 427)
5. Крукков (693)
6. Тутов (1 443)
7. Фёльшов (540)

Управление Мальхин-ам-Куммеровер-Зее
1. Базедов (781)
2. Дуков (272)
3. Фауленрост (768)
4. Гилов (1 440)
5. Куммеров (688)
6. Мальхин (7 959)
7. Нойкален (2 161)
8. Ремплин (839)

Управление Пенеталь/Лойц
1. Дюфир (574)
2. Гёрмин (1 010)
3. Лёц (4 558)
4. Зассен-Трантов (1 008)

Управление Штафенхаген
1. Бреденфельде (197)
2. Бриггов (365)
3. Грамментин (252)
4. Гюльцов (492)
5. Ивенак (939)
6. Юргенсторф (1 175)
7. Киттендорф (355)
8. Кноррендорф (680)
9. Мёльн (591)
10. Ритцеров (487)
11. Розенов (1 080)
12. Штафенхаген (6 371)
13. Цеттемин (371)

Управление Трептовер-Толлензевинкель
1. Альтенхаген (371)
2. Альтентрептов (6 231)
3. Бартов (580)
4. Брезен (588)
5. Брест (182)
6. Буров (1 168)
7. Гневков (401)
8. Гольхен (311)
9. Грапцов (451)
10. Гришов (306)
11. Грос-Тецлебен (762)
12. Гюльц (631)
13. Кризов (368)
14. Припслебен (297)
15. Рёквиц (332)
16. Зиденболлентин (672)
17. Тюцпац (604)
18. Вердер (636)
19. Вильдберг (632)
20. Вольде (714)